# 贝拉斯科县

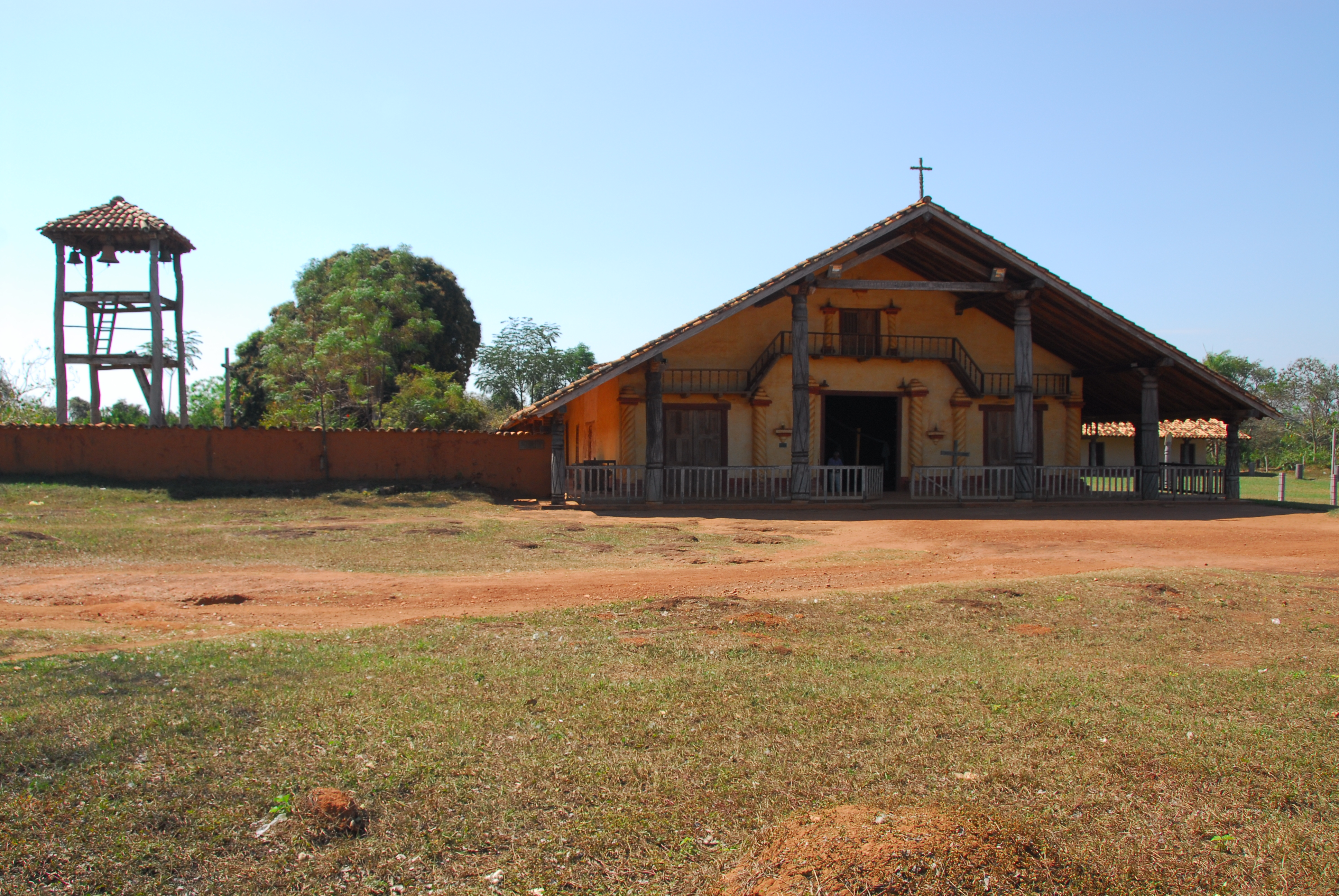

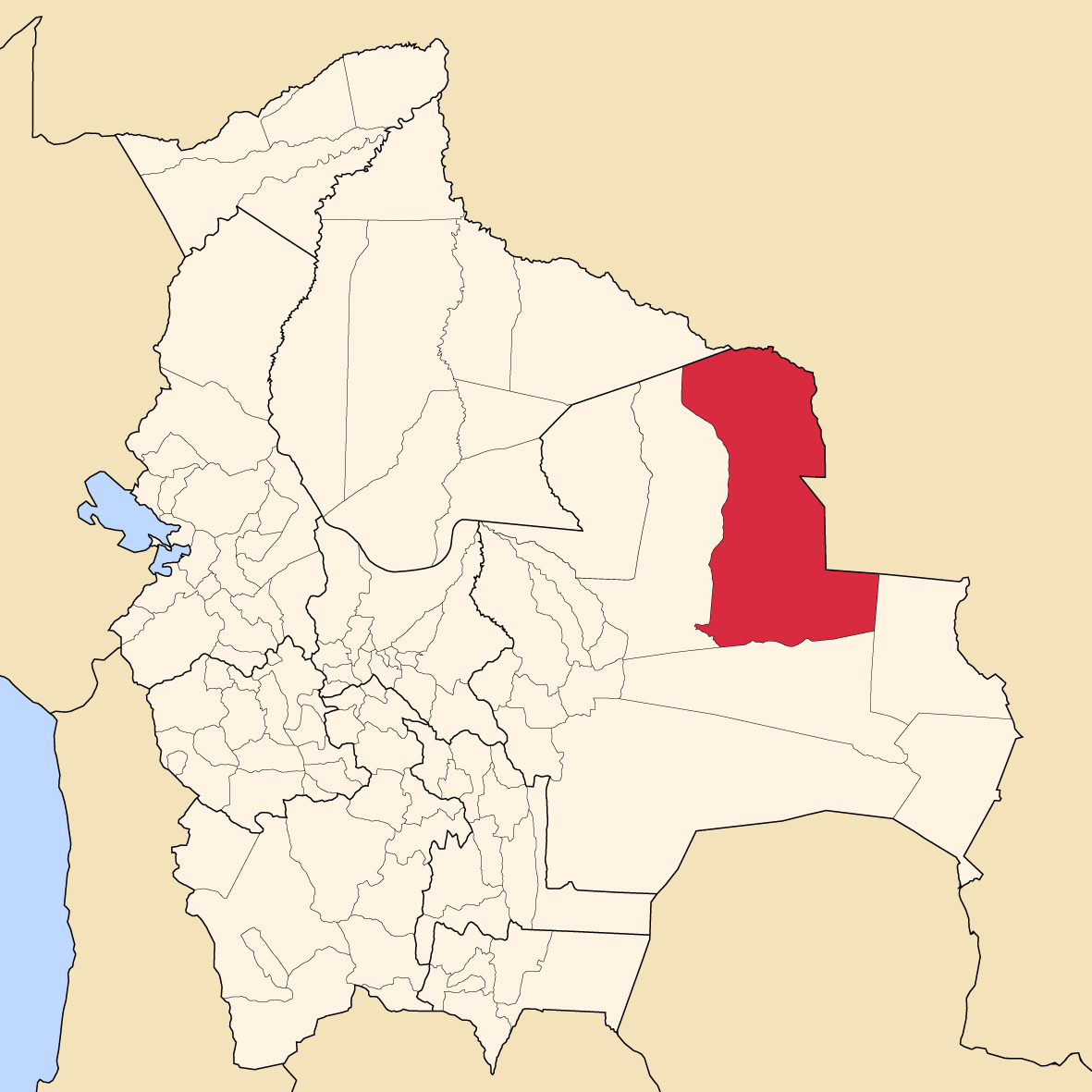

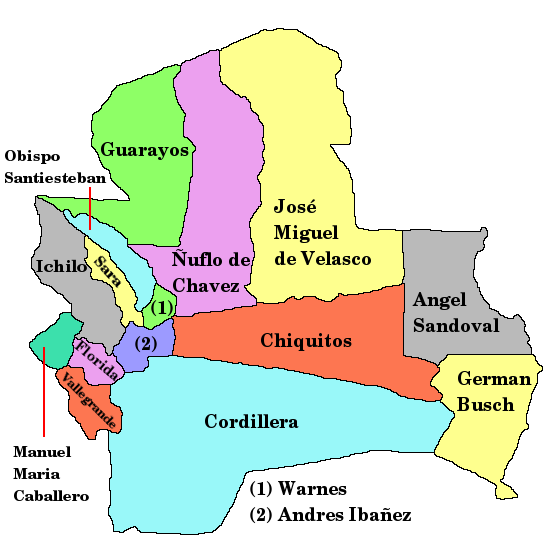

貝拉斯科县（西班牙語：Provincia Velasco），是玻利維亞的县份，位於該國東部，屬於聖克魯斯省的一部分，县府設於聖伊格納西奧，面積65,425平方公里，2001年人口56,702人。該县以總統何塞·米格爾·德·貝拉斯科命名。